# Макіївка (Кропивницький район)
Макіївка (до 2025 — Апре́лівка) — село в Україні, у Кетрисанівській сільській громаді Кропивницького району Кіровоградської області. Населення становить 31 осіб. Колишній центр Апрелівської сільської ради. Також мала місцеву неофіційну назву Стовбина та Третя бригада.

## Історія
Селище було засновано на місці козацького хутору.
Село виникло в проміжок 1828—1869 років. На карті Генерального Межування Ольвіопольского повіту, Херсонської губернії від 1828 село ще відсутнє, наявний лише козацький хутір. А от на трьохверстовій мапі Шуберта 1869 року село позначене під назвою Апрелівка.
В радянський період та в сучасній Україні село належало до Бобринецького району до його ліквідації 17 липня 2020 року.
05 червня 2025 року відповідно до Постанови Верховної Ради України № 4483-IX село Апрелівка було перейменовано на село Макіївка. Постанова набула чинності 18 червня 2025 року.

## Населення
Згідно з переписом УРСР 1989 року чисельність наявного населення села становила 64 особи, з яких 24 чоловіки та 40 жінок.
За переписом населення України 2001 року в селі мешкала 31 особа.

### Мова
Розподіл населення за рідною мовою за даними перепису 2001 року:
| Мова       | Відсоток |
| ---------- | -------- |
| українська | 87,10 %  |
| молдовська | 6,45 %   |
| російська  | 3,23 %   |
| угорська   | 3,23 %   |

## Відомі люди
- Яковенко Наталя Миколаївна (* 1942) — український історик, професор кафедри історії НаУКМА.